# Netelia nitida
Netelia nitida là một loài tò vò trong họ Ichneumonidae.